# 人質 (2012年電影)
《人質》（英語：Captive）是菲律賓導演布里蘭特·曼多薩在2012年發行的電影作品，並成為第62屆柏林影展的正式競賽片。這部片由法國女演員伊莎貝·雨蓓主演。

## 情節
電影改編自2001年的真實事件，一群主張菲律賓南部穆斯林地區分離主義的恐怖分子闖入旅館，挾持旅客長達一年，並向各國政府勒索。曼多薩為了劇本仔細考究當時實際情形，並注重當事者的證詞，電影中情節只有百分之二十五是為了戲劇結構而添加的。

## 獎項
| 獎項           | 獎項   | 受獎者            | 階段／結果 |
| -------------- | ------ | ----------------- | ---------- |
| 第62屆柏林影展 | 金熊獎 | 人質 菲律賓、法國 | 提名       |